# Blinded by the Light
Blinded by the Light es una película de comedia dramática de 2019 dirigida por Gurinder Chadha, inspirada en la vida del periodista Sarfraz Manzoor y su amor por las obras de Bruce Springsteen. Manzoor coescribió el guion, con Chadha y Paul Mayeda Berges. Se basa en las memorias de Manzoor acerca de algunos temas como por ejemplo: Raza, religión y rock and roll. Ambientada en la ciudad de Luton, Inglaterra en 1987, la película cuenta la historia de la mayoría de edad de Javed, un adolescente musulmán británico-paquistaní cuya vida cambia después de descubrir la música de Springsteen. Viveik Kalra protagoniza el papel principal, junto con Nell Williams, Aaron Phagura, Hayley Atwell, Rob Brydon y Kulvinder Ghir en papeles secundarios.
La película se estrenó en el Festival de Cine de Sundance 2019 y fue estrenada por Entertainment One en el Reino Unido el 9 de agosto de 2019, y por Warner Bros. Pictures en los Estados Unidos el 16 de agosto de 2019. Blinded by the Light recibió críticas positivas de los críticos, y también recibió nominaciones a Mejor Película y Mejor Actor (por Kalra) en los Premios SIFF 2019.

## Argumento
En 1987, Javed Khan y su familia, los padres inmigrantes pakistaníes Malik y Noor, y las hermanas Yasmeen y Shazia, viven en Luton, Inglaterra. A Javed le gusta la música rock contemporánea, que Malik desaprueba. Javed escribe poesía y letras para la banda de su mejor amigo Matt, pero Matt critica el trabajo de Javed por ser deprimente. 
Javed se siente fuera de lugar en su nueva escuela, donde es uno de los dos estudiantes del sur de Asia; el otro, Roops, es fanático de "The Boss". En la clase de escritura de la Sra. Clay, Javed se enamora de una activista estudiantil llamada Eliza y se interesa por las tareas de escritura. Javed habla con la Sra. Clay después de clase sobre su poesía y diarios. Durante el almuerzo, Roops se acerca a él y le da dos cintas de casete Bruce Springsteen, llamando a Springsteen "la línea directa a todo lo que es verdad en este mundo de mierda". Javed se enfrenta al racismo constante de sus compañeros y vecinos, y Malik le prohíbe socializar e insiste en que "sigue a los judíos" en su escuela debido a su éxito como pueblo.
Javed es rechazado como escritor por el periódico escolar. Al mismo tiempo, Vauxhall Motors despide a Malik. Frustrado por el racismo y la incapacidad de Malik para entenderlo, Javed descarta sus poemas en la noche de la Gran Tormenta de 1987. Después de escuchar las cintas de Springsteen, la letra le habla de inmediato y recupera sus poemas. En la escuela, Javed le dice a Roops con entusiasmo que Springsteen sabe exactamente cómo se siente. Inspirado para seguir escribiendo, presenta su poesía a la Sra. Clay. Un vecino, el Sr. Evans, recupera uno de los poemas de Javed que denuncia al Frente Nacional, que está planeando una marcha local. Como veterano de la Segunda Guerra Mundial, el Sr. Evans simpatiza con los sentimientos de Javed y califica el poema de brillante, pero los padres de Javed son menos agradecidos. 
Javed presenta un artículo sobre Springsteen al periódico. Mientras tanto, Malik se ve agravado por el aumento de las facturas y la próxima boda de Yasmeen. Javed toma un trabajo con el padre de Matt, también fanático de Springsteen, en su mercado de pulgas. El padre de Matt ayuda a Javed a impresionar a Eliza cantando canciones de Springsteen.
Javed pregunta a Eliza, endureciendo sus nervios con canciones de Springsteen. Los dos se besan, y Javed le da a Eliza un poema, que le encanta. La Sra. Clay disfruta de sus poemas y organiza una pasantía no remunerada en el Herald. Javed y Roops se encierran en la estación de radio de la escuela y tocan Springsteen, metiéndose brevemente en problemas. En medio de una intimidación más racista, Eliza invita a Javed a conocer a sus padres; Javed intenta ocultar su incomodidad. 
En el Herald, a Javed se le paga después de que un artículo que escribió sobre el racismo es elegido para la portada. Javed usa el dinero para comprar boletos para un concierto de Springsteen en el día de la boda de Yasmeen. Antes de que sus padres lleguen a la boda, los miembros del Frente Nacional asaltan a Malik. Molesto porque Javed retuvo dinero de la familia, Malik rompe los boletos. Javed aturde a sus padres diciéndoles que no quiere ser su hijo.
En la escuela, Eliza regaña a Javed por abandonar a su familia y usarlos como una excusa para dejar de verla. En clase, la Sra. Clay le dice a Javed que su ensayo de Springsteen le valió la asistencia a una conferencia en el Monmouth College de Nueva Jersey, cerca de donde creció Springsteen. Javed inicialmente se niega, sabiendo que su padre lo rechazará, pero cambia de opinión. Malik le dice a Javed que si se va, no se le permitirá regresar. 
Javed y Roops hacen el viaje a los Estados Unidos. Inspira a Javed a escribir algo nuevo. De vuelta a casa, Noor le dice a Malik que se reconcilie con Javed y le recuerda que dejó su propia familia y su país a una edad temprana. Eliza recluta a la familia de Javed para aparecer en apoyo cuando lee su ensayo ganador. En lugar de leer su ensayo, Javed habla sobre cómo "Blinded By The Light" refleja los problemas de su padre. Todos están conmovidos. Se reconcilia con Eliza y le agradece por invitar a su familia. Malik se reconcilia con Javed y le dice que ha escuchado a Springsteen y admira los temas de trabajar duro y respetar a la familia. Cuando Javed se va a la universidad, él y Malik escuchan a Springsteen juntos.

## Reparto
- Viveik Kalra como Javed.
- Nell Williams como Eliza
- Aaron Phagura Como Roops.
- Rob Brydon como el padre de Matt.
- Kulvinder Ghir como Malik.
- Dean-Charles Chapman como Matt.
- Meera Ganatra como Noor.
- Jonno Davies como Michael.
- Sally Phillips como la Sra. Anderson
- David Hayman como Mr. Evans

## Recepción

### Taquilla
Blinded by the Light ha recaudado $11.9 millones en los Estados Unidos y Canadá, y $5.3 millones en otros territorios, para un total mundial de $17.2 millones.
En los Estados Unidos y Canadá, la película se estrenó junto a Where'd You Go, Bernadette, 47 Meters Down: Uncaged y Chicos buenos, y se proyecta que recaudará alrededor de $4 millones de 2.307 salas en su primer fin de semana. Ganó $1.4 millones en su primer día y debutó con $4.5 millones, terminando noveno. El público de la noche de apertura fue 53% masculino y 47% femenino, 54% mayor de 35 años y 63% caucásico, 17% asiático, 17% hispano y 3% afroamericano. Los estudios rivales argumentaron que Warner Bros. debería haber comenzado con un lanzamiento limitado para aumentar el interés de la audiencia, y que la fecha de agosto de la película estaba demasiado cerca de Yesterday, otro musical de jukebox británico lanzado solo un mes antes.

### Crítica
En el agregador de reseñas Rotten Tomatoes, la película tiene una calificación de aprobación del 88% basada en 208 reseñas, con una calificación promedio de 7.44/10. El consenso del sitio dice: "Como un himno de rock que afirma la vida, Blinded by the Light toca acordes familiares con confianza y estilo, llegando a una conclusión que deja al público animando por un bis". En Metacritic, la película tiene un peso puntaje promedio de 71 de 100, basado en 44 críticos, que indica "revisiones generalmente favorables". El público encuestado por CinemaScore le dio a la película una calificación promedio de "A–" en una escala de A + a F, mientras que aquellos en PostTrak le dieron un promedio de 4.5 de 5 estrellas.
Johnny Oleksinski de The New York Post lo llama "la película del año para sentirse bien". Jordan Ruimy de The Playlist lo llama "una de las películas más alegres y estimulantes que verá este año". Leah Greenblatt de Entertainment Weekly lo llama una oda al "poder de la música". Anthony Ray Bench de Film Threat lo llama "una película para sentirse bien que aborda un montón de temas difíciles, desde política, raza, tradiciones familiares, frustraciones sociales y romance" pero "nunca se siente predicador o demasiado cursi". Adam Chitwood of Collider lo llama "una película entusiasta, alegre y sincera, no solo sobre The Boss, sino sobre la naturaleza personal y el poder de la música".
Owen Gleiberman de Variety lo llama "el tipo de drama descuidado que solían hacer en los años 80, una historia de seriedad de seriedad descarada, pero también es una parábola del Rock and roll delirante y romántica" que es "un más oda incandescente a la fuerza vital de la música pop que cualquier película adaptada del trabajo de Nick Hornby". Bedatri Datta Choudhury de Vague Visages dice que, mientras" Springsteen toma el sueño americano y ayuda a todos a navegar a través de su desmantelamiento, "Chadha" lo hace hablar a un país completamente diferente y a una generación completamente nueva".
En los Premios SIFF 2019 en el Festival Internacional de Cine de Seattle, Blinded by the Light recibió nominaciones a Mejor película (por el director Gurinder Chadha) y Mejor actor (por Viveik Kalra). En julio de 2019, Ethan Anderson de /Film enumeró Blinded by the Light como la octava mejor película de 2019 hasta el momento. Una encuesta de críticos realizada por IndieWire enumeró Blinded by the Light como una de las ocho mejores películas del verano de 2019.

## Estreno
La película fue estrenada el 9 de agosto en Reino Unido y el 16 de agosto de 2019 en Estados Unidos.